# Прилепин, Захар
Евге́ний Никола́евич (Заха́р) Приле́пин (род. 7 июля 1975, Ильинка, Рязанская область, СССР) — российский политический, общественный и военный деятель, писатель, публицист, пропагандист левого толка.
Участник Первой чеченской войны, что нашло отражение в его литературном творчестве. Роман «Патологии» (2004), принёс Прилепину широкую известность. Лауреат премии Правительства Российской Федерации в области культуры и ряда других премий.
Со второй половины 2000-х годов был критиком Владимира Путина. После аннексии Крыма вышел из оппозиции к российской власти. С 2018 года — член центрального штаба Общероссийского народного фронта. В 2020 году основал партию «За правду», которая в 2021 году объединилась с партиями «Справедливая Россия» и «Патриоты России» в новую политическую силу «Справедливая Россия — За правду», где Прилепин стал одним из сопредседателей.
С 2014 года принимал участие в вооружённом конфликте на востоке Украины. В январе 2023 года подписал контракт с ВНГ России и уехал в зону боевых действий вторжения России на Украину. 6 мая 2023 года пережил покушение. 14 августа 2023 года назначен на должность заместителя командира полка особого назначения «Оплот» ВНГ по военно-политической работе, подполковник (2023).
С 28 февраля 2022 года из-за вторжения России на Украину находится под персональными санкциями Евросоюза, Великобритании и ряда других стран.

## Биография

### Происхождение
Позиционирует себя как «происходящего из древнего рода Прилепиных — служилых людей». Заявлял, что согласно историческим архивным документам РГАДА, его родоначальник, сын боярский Иван Федотов сын Прилепин, упоминается в «Крестоприводной книге города Доброва» (1681 год), потомки которого в начале XVIII века были переведены в сословие однодворцев — военизированных землевладельцев, являвшихся особой категорией крестьян-поселенцев, живших на окраинных землях и одновременно нёсших охрану пограничья Московского, а затем Российского государства.

### Ранние годы
Родился 7 июля 1975 года в селе Ильинке Рязанской области в русской семье: отец Николай Семёнович Прилепин — школьный учитель истории, мать Татьяна Николаевна Нисифорова — медицинская сестра.
В 1986 году семья переехала в город Дзержинск Нижегородской области. В начале 1990-х годов Прилепин поступил на филологический факультет Нижегородского государственного университета (ННГУ). В 1994 году был призван на военную службу в ряды Российской армии. После полугода службы в армии учился в Нижегородском юридическом институте МВД России. В середине 1990-х годов служил в ОМОНе. Параллельно со службой учился в ННГУ, однако учёбу в 1996 году пришлось прервать в связи с отправкой его вместе с личным составом подразделения в Чечню для участия в боевых действиях. В 1999 году окончил филологический факультет ННГУ и оставил службу в ОМОНе.

### Литература и журналистика

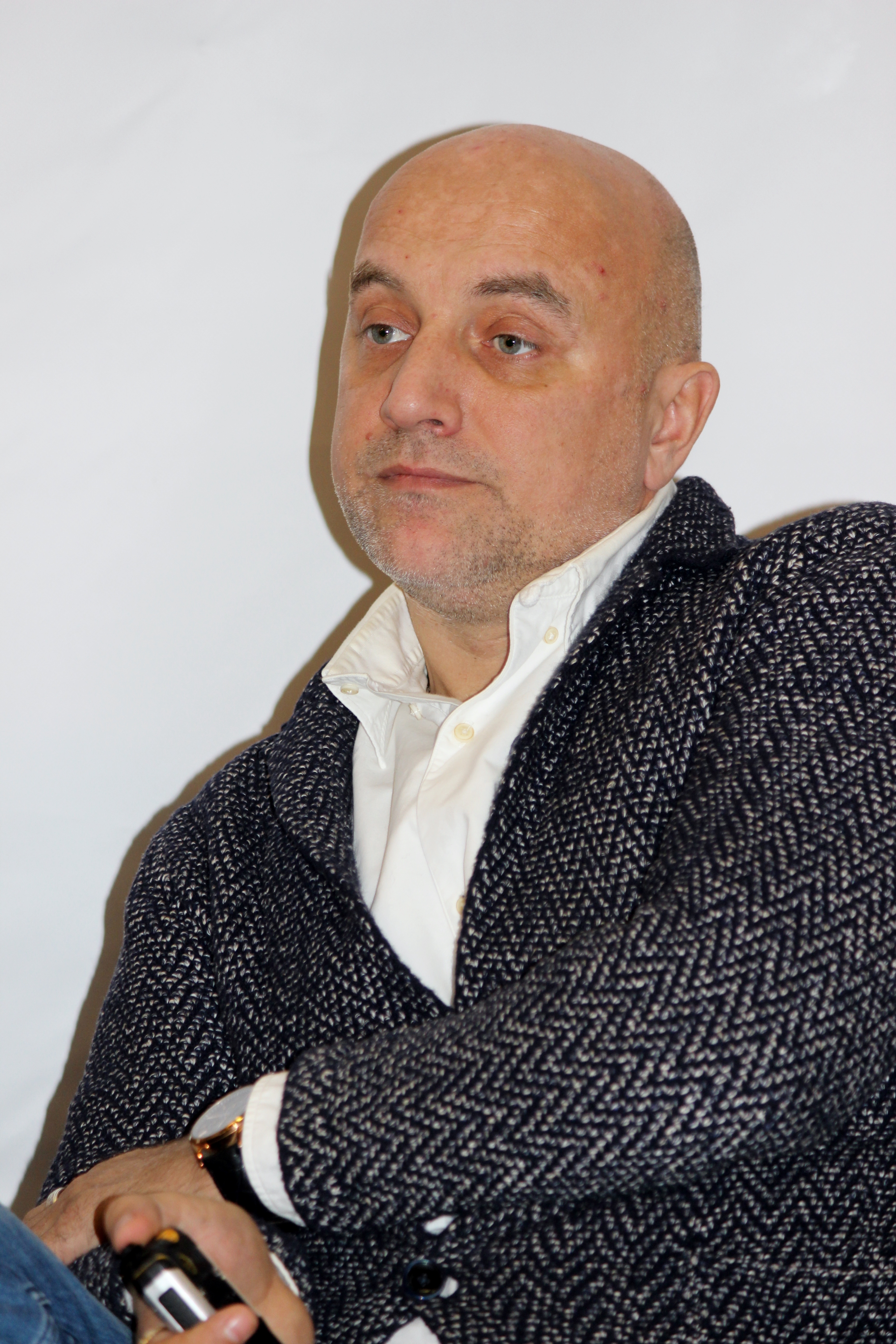
Захар Прилепин в 2018 году

## Политическая деятельность

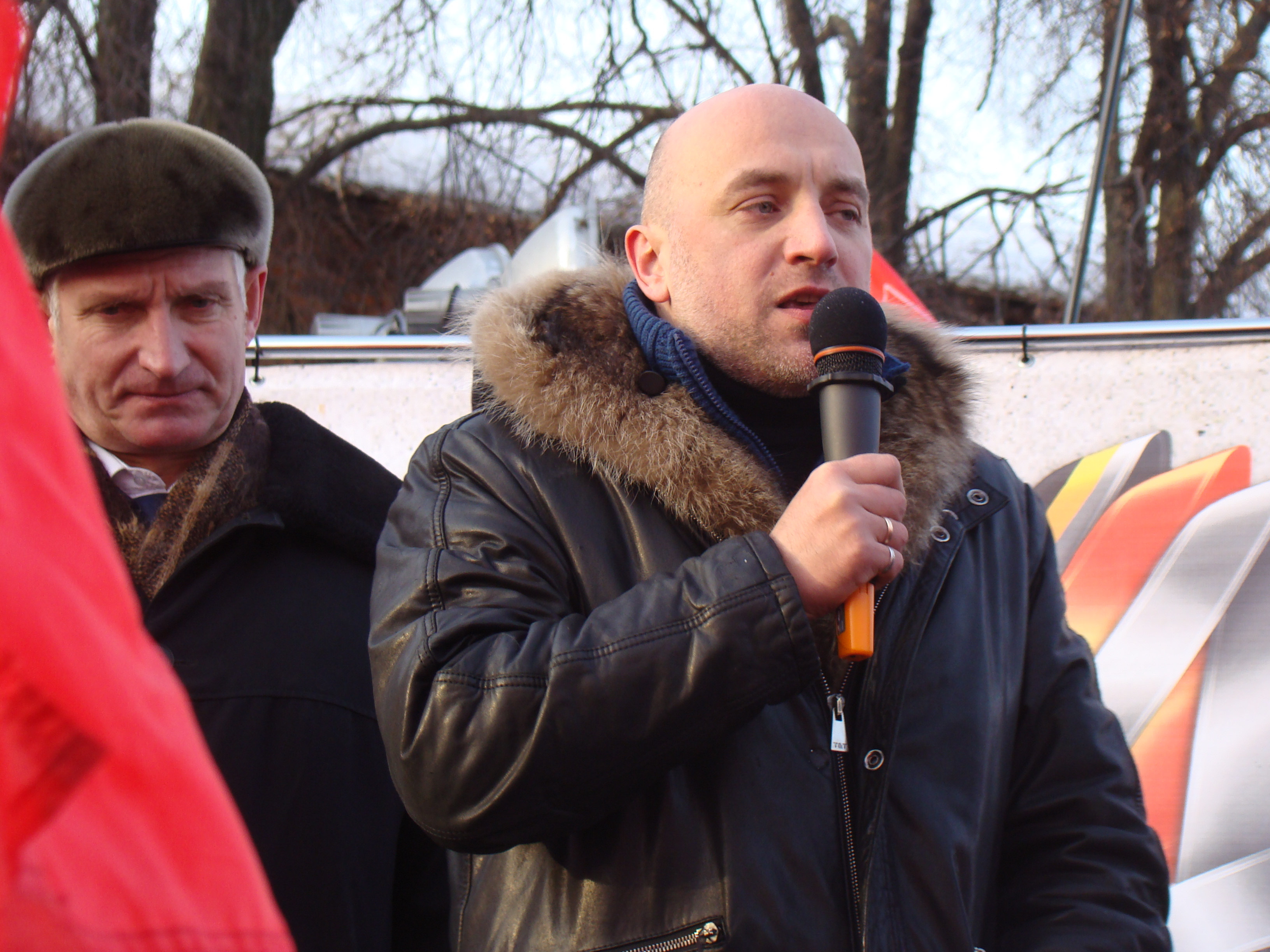
Захар Прилепин на митинге «За честные выборы!» в Нижнем Новгороде, 4 февраля 2012 года.